# Juan González de Mendoza
Juan Pedro González de Mendoza (* 1545 in Toledo; † 14. Februar 1618) war ein Augustiner-Eremit, römisch-katholischer Bischof und Autor der ersten westlichen Geschichte Chinas.

## Leben
González de Mendoza verließ nach nur wenigen Jahren in der Armee diese, um in den Augustinerorden einzutreten.
1580 wurde er von Philipp II. nach China gesandt, wo er drei Jahre damit verbrachte, Informationen über Politik, Handel und Sitten des Landes zu sammeln. 1586 wurde von ihm die Historia de las cosas más notables, ritos y costumbres del gran reyno de la China, ein Bericht von Beobachtungen in China, veröffentlicht, in der zur Erfreuung des westlichen Lesers chinesische Schriftzeichen verwendet wurden. Die erste englische Übersetzung von R. Parke erschien 1588, von der Hakluyt Society wurde sie in zwei Bänden neu aufgelegt und von George Thomas Staunton in London 1853–54 herausgegeben. Eine deutsche Teilübersetzung, die Neue Beschreibung des Königreichs China, erschien 1589 in Frankfurt am Main. Eine moderne deutsche Ausgabe besorgte Margareta Grießler.
Er verbrachte zwei Jahre in Mexiko, bevor er nach Spanien zurückkehrte.
Am 23. Mai 1593 wurde er zum Bischof von Lipari in Italien ernannt. Die Bischofsweihe spendete ihm der Bischof von Nola, Filippo Kardinal Spinola (1535–1593), am 7. Juni desselben Jahres. Am 24. Mai 1599 verzichtete er auf das Bistum Lipari.
Am 7. Mai 1607 wurde er zum Bischof von Chiapas in Mexiko ernannt und am 17. November 1608 zum Bischof von Popayán in Kolumbien, wo er als spanischer Ehrenprälat starb.

## Übersetzungen
- Die Geschichte der höchst bemerkenswerten Dinge und Sitten im chinesischen Königreich des Juan Gonzales de Mendoza. Beitrag zur Kulturgeschichte des ming-zeitlichen China. Hrsg. von M. Griessler. Thorbecke, Sigmaringen 1992, ISBN 3-7995-7112-4.

## Namensvarianten
Juan González de Mendoza, Juan González de Mendoza, Joan González de Mendoça, Juan Gonçales de Mendoce, Juan Gonzales de Mendoza, Juan Gonçalez de Mendoça, Jan Gonzales van Mendoza, Juan Gonçales de Mendoce, Giovanni Gonzalez di Mendozza, Giovanni Gonzalez di Mendozza, Iuan Gonçales de Mendoce, Johannes Gonzalez de Mendosa, Juan Gonzalez di Mendoza, Joan Gonzalez de Mendoça, Joannis Consalui Mendoza, Juan Gonzalez de Mendoza